# کاروانسرای مخک ۲
کاروانسرای مخک ۲ مربوط به دوران‌های تاریخی پس از اسلام است و در شهرستان جهرم، سمت راست جاده واقع شده و این اثر در تاریخ ۱۰ دی ۱۳۸۱ با شمارهٔ ثبت ۶۷۸۲ به‌عنوان یکی از آثار ملی ایران به ثبت رسیده است.